# Генералштабна струка
Генералштабна струка је био назив за официрску службу при Главном ђенералштабу Војске Краљевине Србије и Главном ђенералштабу Југословенске војске.

## Историјат
Војска Кнежевине Србије све до 1876. године није имала Генералштаб, већ се генералштабним пословима бавило Опште војно одељење Министарства војног, мада су генералштабни официри постојали од 1861. године, школовани у генералштабним школама Пруске и Француске, те имали и своје посебне униформе. Те 1876. године је донет документ под називом Устројство ђенералштаба, којим је исти основан.
Закон о устројству војске из 1883. године је пружио прву дефиницију генералштабне струке. Наредне године је одлучено да се у генералштабну струку примају официри свих родова са чиновима од капетана II класе до пуковника, када је донета и Уредба о ђенералштабној струци 22. фебруара/5. марта 1884. године. Услови за пријем у генералштабну струку јесу проведене три године у трупи, добре оцене у служби и положен испит за виши чин, а затим је кандидат приман на пробни период у Генералштаб и касније полагао испит за генералштабну струку.
Када је 14. јануара 1898. године основана Команда активне војске уместо Главног генералштаба, настављено је са обуком генералштабне струке, а официри су били на служби у Генералштабном одељењу Команде активне војске и Министарству војном.

## Занимљивости
У част дана доношења Уредбе о ђенералштабној струци 5. марта 1884. године, овај датум се обележава као Дан Војнообавештајне агенције и Дан обавештајне службе.